# Repêchage d'entrée dans la LNH 2005
2004 2006
Le repêchage d'entrée de la Ligue nationale de hockey de 2005 s'est tenu le 30 juillet 2005 au Westin Hôtel à Ottawa.

## Contexte
La saison 2004-2005 de la LNH de la Ligue nationale de hockey étant annulée en raison d'un lock-out, l'ordre du repêchage d'entrée 2005 est déterminé le 22 juillet 2005 par une loterie spéciale alors que les pronostics placent Sidney Crosby en première position. Un total de 48 boules sont réparties entre les différentes équipes de la LNH. Certaines équipes reçoivent trois boules, d'autres deux et les dernières une seule. La répartition est faite selon les classements et les choix de repêchages des années précédentes. Quatre équipes reçoivent trois boules, les Sabres de Buffalo, Blue Jackets de Columbus, Rangers de New York et Penguins de Pittsburgh. Dix équipes ont deux boules : Mighty Ducks d'Anaheim, Thrashers d'Atlanta, Flames de Calgary, Hurricanes de la Caroline, Blackhawks de Chicago, Oilers d'Edmonton, Kings de Los Angeles, Wild du Minnesota, Predators de Nashville et Coyotes de Phoenix. Les autres équipes, Bruins de Boston, Avalanche du Colorado, Stars de Dallas, Red Wings de Détroit, Panthers de la Floride, Canadiens de Montréal, Devils du New Jersey, Islanders de New York, Sénateurs d'Ottawa, Flyers de Philadelphie, Sharks de San José, Blues de Saint-Louis, Lightning de Tampa Bay, Maple Leafs de Toronto, Canucks de Vancouver et les Capitals de Washington, n'en reçoivent qu'une seule,.
Les Penguins de Pittsburgh gagnent le droit de choisir en premier et Mario Lemieux, patron des Penguins, appelle l'agent du jeune Crosby, Pat Brisson, pour lui dire qu'ils veulent compter Crosby dans leurs rangs, ce dernier acceptant,.

## Le repêchage

### Premier tour
| Rang | Joueur               | Nationalité        | Équipe LNH                | Repêché de                                                |
| ---- | -------------------- | ------------------ | ------------------------- | --------------------------------------------------------- |
| 1    | Sidney Crosby (C)    | Canada             | Penguins de Pittsburgh    | Océanic de Rimouski (LHJMQ)                               |
| 2    | Bobby Ryan (AD)      | États-Unis         | Mighty Ducks d'Anaheim    | Attack d'Owen Sound (LHO)                                 |
| 3    | Jack Johnson (D)     | États-Unis         | Hurricanes de la Caroline | Programme de développement national des États-Unis (NAHL) |
| 4    | Benoît Pouliot (LW)  | Canada             | Wild du Minnesota         | Wolves de Sudbury (LHO)                                   |
| 5    | Carey Price (G)      | Canada             | Canadiens de Montréal     | Americans de Tri-City (LHOu)                              |
| 6    | Gilbert Brulé (C)    | Canada             | Blue Jackets de Columbus  | Giants de Vancouver (LHOu)                                |
| 7    | Jack Skille (AD)     | États-Unis         | Blackhawks de Chicago     | Programme de développement national des États-Unis (NAHL) |
| 8    | Devin Setoguchi (AD) | Canada             | Sharks de San José        | Blades de Saskatoon (LHOu)                                |
| 9    | Brian Lee (D)        | États-Unis         | Sénateurs d'Ottawa        | Spuds de Moorhead (MSHSL)                                 |
| 10   | Luc Bourdon (D)      | Canada             | Canucks de Vancouver      | Foreurs de Val-d'Or (LHJMQ)                               |
| 11   | Anže Kopitar (C)     | Slovénie           | Kings de Los Angeles      | Södertälje SK (Elitserien)                                |
| 12   | Marc Staal (D)       | Canada             | Rangers de New York       | Wolves de Sudbury (LHO)                                   |
| 13   | Marek Zagrapan (C)   | Slovaquie          | Sabres de Buffalo         | Saguenéens de Chicoutimi (LHJMQ)                          |
| 14   | Sasha Pokulok (D)    | Canada             | Capitals de Washington    | Big Red de Cornell (ECAC)                                 |
| 15   | Ryan O'Marra (C)     | Canada             | Islanders de New York     | Otters d'Érié (LHO)                                       |
| 16   | Alex Bourret (AD)    | Canada             | Thrashers d'Atlanta       | Maineiacs de Lewiston (LHJMQ)                             |
| 17   | Martin Hanzal (C)    | République tchèque | Coyotes de Phoenix        | HC České Budějovice (Extraliga)                           |
| 18   | Ryan Parent (D)      | Canada             | Predators de Nashville    | Storm de Guelph (LHO)                                     |
| 19   | Jakub Kindl (D)      | République tchèque | Red Wings de Détroit      | Rangers de Kitchener (LHO)                                |
| 20   | Kenndal McArdle (AG) | Canada             | Panthers de la Floride    | Warriors de Moose Jaw (LHOu)                              |
| 21   | Tuukka Rask (G)      | Finlande           | Maple Leafs de Toronto    | Ilves Tampere (SM-liiga)                                  |
| 22   | Matt Lashoff (D)     | États-Unis         | Bruins de Boston          | Rangers de Kitchener (LHO)                                |
| 23   | Nicklas Bergfors (A) | Suède              | Devils du New Jersey      | Södertälje SK (Elitserien)                                |
| 24   | T.J. Oshie (C)       | États-Unis         | Blues de Saint-Louis      | Warroad HS (MSHSL)                                        |
| 25   | Andrew Cogliano (C)  | Canada             | Oilers d'Edmonton         | Buzzers de St. Michael's (OPJHL)                          |
| 26   | Matt Pelech (D)      | Canada             | Flames de Calgary         | Sting de Sarnia (LHO)                                     |
| 27   | Joe Finley (D)       | États-Unis         | Capitals de Washington    | Stampede de Sioux Falls Stampede (USHL)                   |
| 28   | Matt Niskanen (D)    | États-Unis         | Stars de Dallas           | Virginia HS (USHS)                                        |
| 29   | Steve Downie (C)     | Canada             | Flyers de Philadelphie    | Spitfires de Windsor (LHO)                                |
| 30   | Vladimír Mihálik (D) | Slovaquie          | Lightning de Tampa Bay    | Pesov II (Extraliga slo.)                                 |

### Deuxième tour
| Rang | Joueur                     | Nationalité        | Équipe LNH                | Repêché de                                       |
| ---- | -------------------------- | ------------------ | ------------------------- | ------------------------------------------------ |
| 31   | Brendan Mikkelson (D)      | Canada             | Mighty Ducks d'Anaheim    | Winter Hawks de Portland (LHOu)                  |
| 32   | Tyler Plante (G)           | États-Unis         | Panthers de la Floride    | Wheat Kings de Brandon (LHOu)                    |
| 33   | James Neal (AG)            | Canada             | Stars de Dallas           | Whalers de Plymouth (LHO)                        |
| 34   | Ryan Stoa (C)              | États-Unis         | Avalanche du Colorado     | Programme de développement des États-Unis (NAHL) |
| 35   | Marc-Édouard Vlasic (D)    | Canada             | Sharks de San José        | Remparts de Québec (LHJMQ)                       |
| 36   | Taylor Chorney (D)         | États-Unis         | Oilers d'Edmonton         | Shattuck - St. Mary's (USHS)                     |
| 37   | Scott Jackson (D)          | Canada             | Blues de Saint-Louis      | Thunderbirds de Seattle (LHOu)                   |
| 38   | Jeff Frazee (G)            | États-Unis         | Devils du New Jersey      | Programme de développement des États-Unis (NAHL) |
| 39   | Petr Kalus (C)             | République tchèque | Bruins de Boston          | HC Vítkovice Jr. (Extraliga tch.)                |
| 40   | Michael Sauer (D)          | États-Unis         | Rangers de New York       | Winter Hawks de Portland (LHOu)                  |
| 41   | Ondřej Pavelec (G)         | République tchèque | Thrashers d'Atlanta       | HC Kladno (Extraliga tch.)                       |
| 42   | Justin Abdelkader (AG)     | États-Unis         | Red Wings de Détroit      | RoughRiders de Cedar Rapids (USHL)               |
| 43   | Michael Blunden (AD)       | Canada             | Blackhawks de Chicago     | Otters d'Érié (LHO)                              |
| 44   | Paul Stastny (C)           | Canada             | Avalanche du Colorado     | Pioneers de Denver (WCHA)                        |
| 45   | Guillaume Latendresse (AD) | Canada             | Canadiens de Montréal     | Voltigeurs de Drummondville (LHJMQ)              |
| 46   | Dustin Kohn (D)            | Canada             | Islanders de New York     | Hitmen de Calgary (LHOu)                         |
| 47   | Tom Fritsche (AG)          | États-Unis         | Avalanche du Colorado     | Buckeyes d'Ohio State (CCHA)                     |
| 48   | Philip Gogulla (A)         | Allemagne          | Sabres de Buffalo         | Kölner Haie (DEL)                                |
| 49   | Chad Denny (D)             | Canada             | Thrashers d'Atlanta       | Maineiacs de Lewiston (LHJMQ)                    |
| 50   | Dany Roussin (AG)          | Canada             | Kings de Los Angeles      | Océanic de Rimouski (LHJMQ)                      |
| 51   | Mason Raymond (AG)         | Canada             | Canucks de Vancouver      | Kodiaks de Camrose (LHJA)                        |
| 52   | Chris Durand (C)           | Canada             | Avalanche du Colorado     | Thunderbirds de Seattle (LHOu)                   |
| 53   | Andrew Kozek (A)           | Canada             | Thrashers d'Atlanta       | Eagles de Surrey (LHCB)                          |
| 54   | Dan Bertram (AD)           | Canada             | Blackhawks de Chicago     | Eagles de Boston College (HE)                    |
| 55   | Adam McQuaid (D)           | Canada             | Blue Jackets de Columbus  | Wolves de Sudbury (LHO)                          |
| 56   | Marc-André Cliche (AD)     | Canada             | Rangers de New York       | Maineiacs de Lewiston (LHJMQ)                    |
| 57   | Matt Kassian (AG)          | Canada             | Wild du Minnesota         | Blazers de Kamloops (LHOu)                       |
| 58   | Nathan Hagemo (D)          | États-Unis         | Hurricanes de la Caroline | Golden Gophers du Minnesota (WCHA)               |
| 59   | Pier-Olivier Pelletier (G) | Canada             | Coyotes de Phoenix        | Voltigeurs de Drummondville (LHJMQ)              |
| 60   | T. J. Fast (D)             | Canada             | Kings de Los Angeles      | Kodiaks de Camrose (LHJA)                        |
| 61   | Michael Gergen (D)         | États-Unis         | Penguins de Pittsburgh    | Shattuck - St. Mary's (USHSO)                    |

### Troisième tour
| Rang | Joueur                  | Nationalité        | Équipe LNH                                         | Repêché de                                       |
| ---- | ----------------------- | ------------------ | -------------------------------------------------- | ------------------------------------------------ |
| 62   | Kristopher Letang (D)   | Canada             | Penguins de Pittsburgh                             | Foreurs de Val-d'Or (LHJMQ)                      |
| 63   | Jason Bailey (AD)       | États-Unis         | Mighty Ducks d'Anaheim                             | Programme de développement des États-Unis (NAHL) |
| 64   | Joe Barnes (C)          | Canada             | Hurricanes de la Caroline                          | Blades de Saskatoon (LHOu)                       |
| 65   | Kristofer Westblom (G)  | Canada             | Wild du Minnesota                                  | Rockets de Kelowna (LHOu)                        |
| 66   | Brodie Dupont (C)       | Canada             | Rangers de New York (des Canadiens de Montréal)    | Hitmen de Calgary (LHOu)                         |
| 67   | Kris Russell (D)        | Canada             | Blue Jackets de Columbus                           | Tigers de Medicine Hat (LHOu)                    |
| 68   | Evan Brophey (C/AG)     | Canada             | Blackhawks de Chicago                              | Bulls de Belleville (LHO)                        |
| 69   | Gord Baldwin (D)        | Canada             | Flames de Calgary (des Thrashers d'Atlanta)        | Tigers de Medicine Hat (LHOu)                    |
| 70   | Vitali Anikeïenko (D)   | Russie             | Sénateurs d'Ottawa                                 | Lokomotiv Iaroslavl (Superliga)                  |
| 71   | Richard Clune (AG)      | Canada             | Stars de Dallas (des Canucks de Vancouver)         | Sting de Sarnia (LHO)                            |
| 72   | Jonathan Quick (G)      | États-Unis         | Kings de Los Angeles                               | Avon Old Farms (USHS)                            |
| 73   | Radek Smoleňák (AG)     | République tchèque | Lightning de Tampa Bay (des Sharks de San José)    | Frontenacs de Kingston (LHO)                     |
| 74   | Daniel Ryder (C)        | Canada             | Flames de Calgary (des Sabres de Buffalo)          | Petes de Peterborough (LHO)                      |
| 75   | Perttu Lindgren (C)     | Finlande           | Stars de Dallas (des Capitals de Washington)       | Ilves Tampere Jr. (SM-Liiga)                     |
| 76   | Shea Guthrie (A)        | États-Unis         | Islanders de New York                              | École St. George's (USHS)                        |
| 77   | Dalyn Flatt (D)         | Canada             | Rangers de New York                                | Blades de Saskatoon (LHOu)                       |
| 78   | Teemu Laakso (D)        | Finlande           | Predators de Nashville (des Coyotes de Phoenix)    | HIFK Jr. (SM-Liiga)                              |
| 79   | Cody Franson (D)        | Canada             | Predators de Nashville                             | Giants de Vancouver (LHOu)                       |
| 80   | Christofer Lofberg (C)  | Suède              | Red Wings de Détroit                               | Djurgårdens IF (Elitserien)                      |
| 81   | Danny Syvret (D)        | Canada             | Oilers d'Edmonton (des Flyers de Philadelphie)     | Knights de London (LHO)                          |
| 82   | Phil Oreskovic (D)      | Canada             | Maple Leafs de Toronto                             | Battalion de Brampton (LHO)                      |
| 83   | Mikko Lehtonen (AD)     | Finlande           | Bruins de Boston                                   | Blues Jr. (SM-Liiga)                             |
| 84   | Mark Fraser (D)         | Canada             | Devils du New Jersey                               | Rangers de Kitchener (LHO)                       |
| 85   | Benjamin Bishop (G)     | États-Unis         | Blues de Saint-Louis                               | Tornado du Texas (NAHL)                          |
| 86   | Robby Dee (C/A)         | États-Unis         | Oilers d'Edmonton                                  | École Breck School (USHS)                        |
| 87   | Marc-André Gragnani (D) | Canada             | Sabres de Buffalo (des Flames de Calgary)          | Rocket de l'Île-du-Prince-Édouard (LHJMQ)        |
| 88   | T. J. Hensick (C)       | États-Unis         | Avalanche du Colorado                              | Wolverines du Michigan (CCHA)                    |
| 89   | Chris Lawrence (C)      | Canada             | Lightning de Tampa Bay (des Stars de Dallas)       | Greyhounds de Sault Ste. Marie (LHO)             |
| 90   | Dan Collins (AD)        | États-Unis         | Panthers de la Floride                             | Whalers de Plymouth (LHO)                        |
| 91   | Oskars Bārtulis (D)     | Lettonie           | Flyers de Philadelphie (du Lightning de Tampa Bay) | Wildcats de Moncton (LHJMQ)                      |

### Quatrième tour
| Rang | Joueur                   | Nationalité        | Équipe LNH                                            | Repêché de                                |
| ---- | ------------------------ | ------------------ | ----------------------------------------------------- | ----------------------------------------- |
| 92   | Marek Bartánus (AD)      | Slovaquie          | Lightning de Tampa Bay                                | HC Košice (Extraliga slo.)                |
| 93   | Olivier Legault (AG)     | Canada             | Panthers de la Floride                                | Maineiacs de Lewiston (LHJMQ)             |
| 94   | Jakub Vojta (D)          | République tchèque | Hurricanes de la Caroline (des Stars de Dallas)       | HC Sparta Prague (Extraliga tch.)         |
| 95   | Cody Bass (C)            | Canada             | Sénateurs d'Ottawa (de l'Avalanche du Colorado)       | IceDogs de Mississauga (LHO)              |
| 96   | Chris Butler (D)         | États-Unis         | Sabres de Buffalo (des Flames de Calgary)             | Musketeers de Sioux City (USHL)           |
| 97   | Chris Vande Velde (C)    | États-Unis         | Oilers d'Edmonton                                     | Moorhead (USHS)                           |
| 98   | Ilia Zoubov (C)          | Russie             | Sénateurs d'Ottawa (des Blues de Saint-Louis)         | Traktor Tcheliabinsk (Superliga)          |
| 99   | Patrick Davis (AG)       | États-Unis         | Devils du New Jersey                                  | Rangers de Kitchener (LHO)                |
| 100  | Jonathan Sigalet (D)     | États-Unis         | Bruins de Boston                                      | Falcons de Bowling Green (CCHA)           |
| 101  | Jared Boll (AD)          | États-Unis         | Blue Jackets de Columbus (des Maple Leafs de Toronto) | Stars de Lincoln (USHL)                   |
| 102  | Blair Jones (C)          | Canada             | Lightning de Tampa Bay (des Flyers de Philadelphie)   | Warriors de Moose Jaw (LHOu)              |
| 103  | Mattias Ritola (C/A)     | Suède              | Red Wings de Détroit                                  | Leksands IF (Elitserien)                  |
| 104  | Matt Duffy (D)           | États-Unis         | Panthers de la Floride (des Predators de Nashville)   | Monarchs du New Hampshire (EJHL)          |
| 105  | Keith Yandle (D)         | États-Unis         | Coyotes de Phoenix                                    | Académie Cushing (USHS)                   |
| 106  | Vladimír Sobotka (C/A)   | République tchèque | Bruins de Boston                                      | HC Slavia Prague (Extraliga)              |
| 107  | Tom Pyatt (C)            | Canada             | Rangers de New York                                   | Spirit de Saginaw (LHO)                   |
| 108  | Niklas Hjalmarsson (D)   | Suède              | Blackhawks de Chicago (des Islanders de New York)     | HV 71 (Elitserien)                        |
| 109  | Andrew Thomas (D)        | États-Unis         | Capitals de Washington                                | Pioneers de Denver (WCHA)                 |
| 110  | Kyle Bailey (C)          | Canada             | Wild du Minnesota (des Sabres de Buffalo)             | Winter Hawks de Portland (LHOu)           |
| 111  | J.D. Wyatt (AD)          | Canada             | Flames de Calgary                                     | Giants de Vancouver (LHOu)                |
| 112  | Alex Stalock (G)         | États-Unis         | Sharks de San José                                    | RoughRiders de Cedar Rapids (USHL)        |
| 113  | Nathan Davis (C/AG)      | États-Unis         | Blackhawks de Chicago (des Kings de Los Angeles)      | Redhawks de Miami (CCHA)                  |
| 114  | Alexandre Vincent (G)    | Canada             | Canucks de Vancouver                                  | Saguenéens de Chicoutimi (LHJMQ)          |
| 115  | Janne Kolehmainen (AG)   | Finlande           | Sénateurs d'Ottawa                                    | SaiPa Lappeenranta (SM-liiga)             |
| 116  | Jordan LaVallée (AG)     | États-Unis         | Thrashers d'Atlanta                                   | Remparts de Québec (LHJMQ)                |
| 117  | Denis Istomine (AD)      | Russie             | Blackhawks de Chicago                                 | Traktor Tcheliabinsk (Superliga)          |
| 118  | Patrick McNeill (D)      | Canada             | Capitals de Washington (des Bruins de Boston)         | Spirit de Saginaw (LHO)                   |
| 119  | Jeremy Duchesne (G)      | États-Unis Canada  | Flyers de Philadelphie (des Blue Jackets de Columbus) | Mooseheads d'Halifax (LHJMQ)              |
| 120  | Viatcheslav Troukhno (C) | Russie             | Oilers d'Edmonton                                     | Rocket de l'Île-du-Prince-Édouard (LHJMQ) |
| 121  | Juraj Mikuš (C/A)        | Slovaquie          | Canadiens de Montréal                                 | HK 36 Skalica (Extraliga slo.)            |
| 122  | Morten Madsen (C/A)      | Danemark           | Wild du Minnesota                                     | Västra Frölunda HC (Elitserien)           |
| 123  | Ondrej Otčenaš (C/A)     | Slovaquie          | Hurricanes de la Caroline                             | HC Dukla Trenčín (Extraliga slo.)         |
| 124  | Raymond Macias (D)       | États-Unis         | Avalanche du Colorado (des Mighty Ducks d'Anaheim)    | Blazers de Kamloops (LHOu)                |
| 125  | Tommi Leinonen (D)       | Finlande           | Penguins de Pittsburgh                                | Kärpät Oulu (SM-liiga)                    |

### Cinquième tour
| Rang | Joueur             | Nationalité        | Équipe LNH                                             | Repêché de                                       |
| ---- | ------------------ | ------------------ | ------------------------------------------------------ | ------------------------------------------------ |
| 126  | Tim Crowder        | Canada             | Penguins de Pittsburgh                                 | Eagles de Surrey (LHCB)                          |
| 127  | Bobby Bolt         | Canada             | Mighty Ducks d'Anaheim                                 | Frontenacs de Kingston (LHO)                     |
| 128  | Kevin Lalande      | Canada             | Hurricanes de la Caroline                              | Bulls de Belleville (LHO)                        |
| 129  | Anthony Aiello     | États-Unis         | Wild du Minnesota                                      | Académie Thayer (USHS)                           |
| 130  | Mathieu Aubin      | Canada             | Canadiens de Montréal                                  | Maineiacs de Lewiston (LHJMQ)                    |
| 131  | Tomáš Pöpperle     | République tchèque | Blue Jackets de Columbus                               | HC Sparta Prague (Extraliga)                     |
| 132  | Darren Helm        | Canada             | Red Wings de Détroit                                   | Tigers de Medicine Hat (LHOu)                    |
| 133  | Stanislav Lascek   | Slovaquie          | Lightning de Tampa Bay                                 | Saguenéens de Chicoutimi (LHJMQ)                 |
| 134  | Brennan Turner     | Canada             | Blackhawks de Chicago                                  | Hounds de Notre Dame (LHJS)                      |
| 135  | Tomáš Pospíšil     | République tchèque | Thrashers d'Atlanta                                    | HC Oceláři Třinec (Extraliga)                    |
| 136  | Tomáš Kudělka      | République tchèque | Sénateurs d'Ottawa                                     | HC Hamé Zlín (Extraliga)                         |
| 137  | Johan Ryno         | Suède              | Red Wings de Détroit                                   | Kumla Hockey (Division 1)                        |
| 138  | Matt Butcher       | États-Unis         | Canucks de Vancouver                                   | Chiefs de Chilliwack (LHCB)                      |
| 139  | Patrik Hersley     | Suède              | Kings de Los Angeles                                   | Malmö Redhawks Jr. (Suède)                       |
| 140  | Taylor Dakers      | Canada             | Sharks de San José                                     | Ice de Kootenay (LHOu)                           |
| 141  | Brian Salcido      | États-Unis         | Mighty Ducks d'Anaheim (des Sharks de San José)        | Tigers de Colorado College (WCHA)                |
| 142  | Nathan Gerbe       | États-Unis         | Sabres de Buffalo                                      | Programme de développement des États-Unis (NAHL) |
| 143  | Daren Machesney    | Canada             | Capitals de Washington                                 | Battalion de Brampton (LHO)                      |
| 144  | Masi Marjamäki     | Finlande           | Islanders de New York                                  | Warriors de Moose Jaw (LHOu)                     |
| 145  | Timothy Kunes      | États-Unis         | Hurricanes de la Caroline                              | Flacons Jr. de New England (EJHL)                |
| 146  | Tom Wandell        | Suède              | Stars de Dallas                                        | Södertälje SK (Elitserien)                       |
| 147  | Trevor Koverko     | Canada             | Rangers de New York                                    | Attack d'Owen Sound (LHO)                        |
| 148  | Anton Kryssanov    | Russie             | Coyotes de Phoenix                                     | Lada Togliatti (Superliga)                       |
| 149  | Derek Joslin       | Canada             | Sharks de San José                                     | 67 d'Ottawa (LHO)                                |
| 150  | Cal O'Reilly       | Canada             | Predators de Nashville                                 | Spitfires de Windsor (LHO)                       |
| 151  | Jeff May           | Canada             | Red Wings de Détroit                                   | Raiders de Prince Albert (LHOu)                  |
| 152  | Josh Beaulieu      | Canada             | Flyers de Philadelphie                                 | Knights de London (LHO)                          |
| 153  | Alex Berry         | États-Unis         | Maple Leafs de Toronto                                 | Bruins Jr. (EJHL)                                |
| 154  | Wacey Rabbit       | Canada             | Bruins de Boston                                       | Blades de Saskatoon (LHOu)                       |
| 155  | Mark Fayne         | États-Unis         | Devils du New Jersey                                   | Noble and Greenough (USHS)                       |
| 156  | Ryan Reaves        | Canada             | Blues de Saint-Louis                                   | Wheat Kings de Brandon (LHOu)                    |
| 157  | Fredrik Pettersson | Suède              | Oilers d'Edmonton                                      | Västra Frölunda IF (Elitserien)                  |
| 158  | Matt Keetley       | Canada             | Flames de Calgary                                      | Tigers de Medicine Hat (LHOu)                    |
| 159  | Risto Korhonen     | Finlande           | Hurricanes de la Caroline (de l'Avalanche du Colorado) | Kärpät Oulu Jr. (SM-liiga)                       |
| 160  | Matt Watkins       | Canada             | Stars de Dallas                                        | Vipers de Vernon (LHCB)                          |
| 161  | Brian Foster       | États-Unis         | Panthers de la Floride                                 | Monarchs Jr. du New Hampshire (EJHL)             |
| 162  | P.J. Fenton        | États-Unis         | Sharks de San José (du Lightning de Tampa Bay)         | Minutemen du Massachusetts (HE)                  |

### Sixième tour
| Rang | Joueur                    | Nationalité        | Équipe LNH                                        | Repêché de                                       |
| ---- | ------------------------- | ------------------ | ------------------------------------------------- | ------------------------------------------------ |
| 163  | Marek Kvapil              | Slovaquie          | Lightning de Tampa Bay                            | Spirit de Saginaw (LHO)                          |
| 164  | Roman Derliouk            | Russie             | Panthers de la Floride                            | SKA Saint-Pétersbourg (Superliga)                |
| 165  | Kevin Beech               | Canada             | Lightning de Tampa Bay (des Stars de Dallas)      | Wolves de Sudbury (LHO)                          |
| 166  | Jason Lynch               | Canada             | Avalanche du Colorado                             | Chiefs de Spokane (LHOu)                         |
| 167  | Joe Fallon                | États-Unis         | Blackhawks de Chicago (des Flames de Calgary)     | Catamounts du Vermont (HE)                       |
| 168  | Justin Mercier            | États-Unis         | Avalanche du Colorado (des Oilers d'Edmonton)     | Programme de développement des États-Unis (NAHL) |
| 169  | Mike Gauthier             | Canada             | Blues de Saint-Louis                              | Raiders de Prince Albert (LHOu)                  |
| 170  | Sean Zimmerman            | États-Unis         | Devils du New Jersey                              | Chiefs de Spokane (LHOu)                         |
| 171  | Nicholas Drazenovic       | Canada             | Blues de Saint-Louis                              | Cougars de Prince George (LHOu)                  |
| 172  | Lukáš Vantuch             | République tchèque | Bruins de Boston                                  | HC Bílí Tygři Liberec (Extraliga)                |
| 173  | Johan Dahlberg            | Suède              | Maple Leafs de Toronto                            | MODO hockey (Elitserien)                         |
| 174  | John Flatters             | Canada             | Flyers de Philadelphie                            | Rebels de Red Deer (LHOu)                        |
| 175  | Juho Mielonen             | Finlande           | Red Wings de Détroit                              | Ilves Tampere (SM-liiga)                         |
| 176  | Ryan Maki                 | États-Unis         | Predators de Nashville                            | Crimson d'Harvard (ECAC)                         |
| 177  | Derek Reinhart            | Canada             | Blue Jackets de Columbus (des Coyotes de Phoenix) | Pats de Regina (LHOu)                            |
| 178  | Greg Beller               | Canada             | Rangers de New York                               | Lake of the Woods (USHS)                         |
| 179  | Brett Sutter              | Canada             | Flames de Calgary                                 | Ice de Kootenay (LHOu)                           |
| 180  | Tyrell Mason              | Canada             | Islanders de New York                             | Silverbacks de Salmon Arm (LHCB)                 |
| 181  | Tim Kennedy               | États-Unis         | Capitals de Washington                            | Musketeers de Sioux City (USHL)                  |
| 182  | Adam Dennis               | Canada             | Sabres de Buffalo                                 | Knights de London (LHO)                          |
| 183  | William Colbert           | Canada             | Sharks de San José                                | 67 d'Ottawa (LHO)                                |
| 184  | Ryan McGinnis             | États-Unis         | Kings de Los Angeles                              | Whalers de Plymouth (LHO)                        |
| 185  | Kris Fredheim             | Canada             | Canucks de Vancouver                              | Hounds de Notre Dame (LHJS)                      |
| 186  | Dmitri Megalinski         | Russie             | Sénateurs d'Ottawa                                | Lokomotiv Iaroslavl (Superliga)                  |
| 187  | Andreï Zoubarev           | Russie             | Thrashers d'Atlanta                               | Salavat Youlaev Oufa (Superliga)                 |
| 188  | Joe Charlebois            | États-Unis         | Blackhawks de Chicago                             | Musketeers de Sioux City (USHL)                  |
| 189  | Kirill Starkov            | Russie             | Blue Jackets de Columbus                          | Frölunda HC (Elitserien)                         |
| 190  | Matt D'Agostini           | Canada             | Canadiens de Montréal                             | Storm de Guelph (LHO)                            |
| 191  | Viatcheslav Bouravtchikov | Russie             | Sabres de Buffalo (du Wild du Minnesota)          | Krylia Sovetov (Superliga)                       |
| 192  | Nicolas Blanchard         | Canada             | Hurricanes de la Caroline                         | Saguenéens de Chicoutimi (LHJMQ)                 |
| 193  | Tony Lucia                | États-Unis         | Sharks de San José (des Mighty Ducks d'Anaheim)   | Wayzata (USHS)                                   |
| 194  | Jean-Philippe Paquet      | Canada             | Penguins de Pittsburgh                            | Cataractes de Shawinigan (LHJMQ)                 |

### Septième tour
| Rang | Joueur                  | Nationalité        | Équipe LNH                                      | Repêché de                                       |
| ---- | ----------------------- | ------------------ | ----------------------------------------------- | ------------------------------------------------ |
| 195  | Joe Vitale              | États-Unis         | Penguins de Pittsburgh                          | Stampede de Sioux Falls (USHL)                   |
| 196  | Nicholas Tuzzolino      | États-Unis         | Islanders de New York                           | Sting de Sarnia (LHO)                            |
| 197  | Jean-Philippe Levasseur | Canada             | Mighty Ducks d'Anaheim                          | Huskies de Rouyn-Noranda (LHJMQ)                 |
| 198  | Kyle Lawson             | États-Unis         | Hurricanes de la Caroline                       | Programme de développement des États-Unis (NAHL) |
| 199  | Riley Emmerson          | Canada             | Wild du Minnesota                               | Americans de Tri-City (LHOu)                     |
| 200  | Siarheï Kastsitsyne     | Biélorussie        | Canadiens de Montréal                           | HK Gomel (Biélorussie)                           |
| 201  | Trevor Hendrikx         | Canada             | Blue Jackets de Columbus                        | Petes de Peterborough (LHO)                      |
| 202  | David Kuchejda          | République tchèque | Blackhawks de Chicago                           | HC České Budějovice (Extraliga)                  |
| 203  | Adam Hobson             | Canada             | Blackhawks de Chicago (des Thrashers d'Atlanta) | Chiefs de Spokane (LHOu)                         |
| 204  | Colin Greening          | Canada             | Sénateurs d'Ottawa                              | Upper Canada College (CCL)                       |
| 205  | Mário Bližňák           | Slovaquie          | Canucks de Vancouver                            | HK Spartak ZŤS Dubnica (Extraliga slo.)          |
| 206  | Josh Meyers             | États-Unis         | Kings de Los Angeles                            | Musketeers de Sioux City (USHL)                  |
| 207  | Myles Stoesz            | Canada             | Thrashers d'Atlanta (des Sharks de San José)    | Chiefs de Spokane (LHOu)                         |
| 208  | Matt Generous           | États-Unis         | Sabres de Buffalo                               | Falcons Jr. de New England (EJHL)                |
| 209  | Viktor Dovgan           | Russie             | Capitals de Washington                          | CSKA Moscou (Superliga)                          |
| 210  | Luciano Aquino          | Canada             | Islanders de New York                           | Battalion de Brampton (LHO)                      |
| 211  | Ryan Russell            | Canada             | Rangers de New York                             | Ice de Kootenay (LHOu)                           |
| 212  | Pat Brosnihan           | États-Unis         | Coyotes de Phoenix                              | Académie Worcester (USHS)                        |
| 213  | Scott Todd              | Canada             | Predators de Nashville                          | Spitfires de Windsor (LHO)                       |
| 214  | Bretton Stamler         | Canada             | Red Wings de Détroit                            | Thunderbirds de Seattle (LHOu)                   |
| 215  | Matthew Clackson        | Canada             | Flyers de Philadelphie                          | Steel de Chicago (USHL)                          |
| 216  | Anton Strålman          | Suède              | Maple Leafs de Toronto                          | Skövde IK (Allsvenskan)                          |
| 217  | Brock Bradford          | Canada             | Bruins de Boston                                | Lancers d'Omaha (USHL)                           |
| 218  | Alexander Sundström     | Suède              | Devils du New Jersey                            | IF Björkloven (Elitserien)                       |
| 219  | Nikolaï Lemtiougov      | Russie             | Blues de Saint-Louis                            | HK CSKA Moscou (Superliga)                       |
| 220  | Matthew Glasser         | Canada             | Oilers d'Edmonton                               | Oil Barons de Fort McMurray (LHJA)               |
| 221  | Myles Rumsey            | Canada             | Flames de Calgary                               | Broncos de Swift Current (LHOu)                  |
| 222  | Kyle Cumiskey           | Canada             | Avalanche du Colorado                           | Rockets de Kelowna (LHOu)                        |
| 223  | Pat McGann              | États-Unis         | Stars de Dallas                                 | Équipe Midget de l'Illinois (USHS)               |
| 224  | Zach Bearson            | États-Unis         | Panthers de la Floride                          | Blackhawks de Waterloo (USHL)                    |
| 225  | John Wessbecker         | États-Unis         | Lightning de Tampa Bay                          | École Blake (USHS)                               |
| 226  | John Seymour            | Canada             | Kings de Los Angeles                            | Battalion de Brampton (LHO)                      |
| 227  | Andrew Orpik            | États-Unis         | Sabres de Buffalo                               | Académie Thayer (USHS)                           |
| 228  | Chad Rau                | États-Unis         | Maple Leafs de Toronto                          | Buccaneers de Des Moines (USHL)                  |
| 229  | Philippe Paquet         | Canada             | Canadiens de Montréal                           | Salisbury (USHS)                                 |
| 230  | Patric Hörnqvist        | Suède              | Predators de Nashville                          | Väsby IK HK (Division 1)                         |